# Ígor Yanovski
Ígor Sergeyévich Yanovski (en ruso: Игорь Сергеевич Яновский) (Vladikavkaz, Unión Soviética, 3 de agosto de 1974) es un exfutbolista ruso, se desempeñaba como defensa y se retiró en 2006.

## Clubes
| Club                   | País    | Año       | Partidos | Goles |
| FC Avtodor Vladikavkaz | Rusia   | 1990-1992 | 35       | 9     |
| FC Alania Vladikavkaz  | Rusia   | 1993-1998 | 171      | 35    |
| Paris Saint-Germain    | Francia | 1998-2001 | 68       | 2     |
| PFC CSKA Moscú         | Rusia   | 2001-2003 | 66       | 10    |
| FC Alania Vladikavkaz  | Rusia   | 2004      | 26       | 1     |
| LB Châteauroux         | Francia | 2005-2006 | 14       | 0     |

## Palmarés
FC Alania Vladikavkaz
- Liga Premier de Rusia: 1994-95

PFC CSKA Moscú
- Liga Premier de Rusia: 2002-03
- Copa de Rusia: 2002

- Datos: Q2312765